# Bennini
Los benninos (Bennini) son una tribu de insectos hemípteros del suborden Archaeorrhyncha. 

## Géneros
Tiene los siguientes géneros:
- Benna - Bennaria[1]